# Voltaconger latispinus
Voltaconger latispinus è un pesce osseo estinto, appartenente agli anguilliformi. Visse tra l’Eocene inferiore e l’Eocene medio (circa 52 - 48 milioni di anni fa) e i suoi resti fossili sono stati ritrovati in Italia, nel famoso giacimento di Monte Bolca, e in Nordamerica.

## Descrizione
Questo pesce era di medie dimensioni, e solitamente poteva raggiungere i 30 centimetri di lunghezza. Il corpo di Voltaconger era molto simile per morfologia a quello dell’attuale grongo (Conger conger), di dimensioni molto maggiori. Il corpo era molto sottile e allungato, ma leggermente ampio e appiattito. La testa era relativamente grossa, con un muso appuntito e corto e occhi piccoli. La bocca era piuttosto ampia. La pinna dorsale, che si originava subito dopo la testa, era bassa e lunga e confluiva in quella caudale, che continuava in quella anale fino a terminare a circa metà dell’addome.

## Classificazione
I primi fossili ritrovati di questo animale (rinvenuti in terreni dell’Eocene medio nella famosa Pesciara di Bolca, in provincia di Verona) furono studiati dal grande paleontologo svizzero Louis Agassiz nel 1835; fu solo nel 1978 che Blot attribuì questi fossili a un nuovo genere di anguilliformi, Voltaconger appunto. Altri fossili attribuiti alla specie tipo, V. latispinus, sono stati ritrovati in terreni dell’Eocene inferiore della Virginia (Weems, 1999).

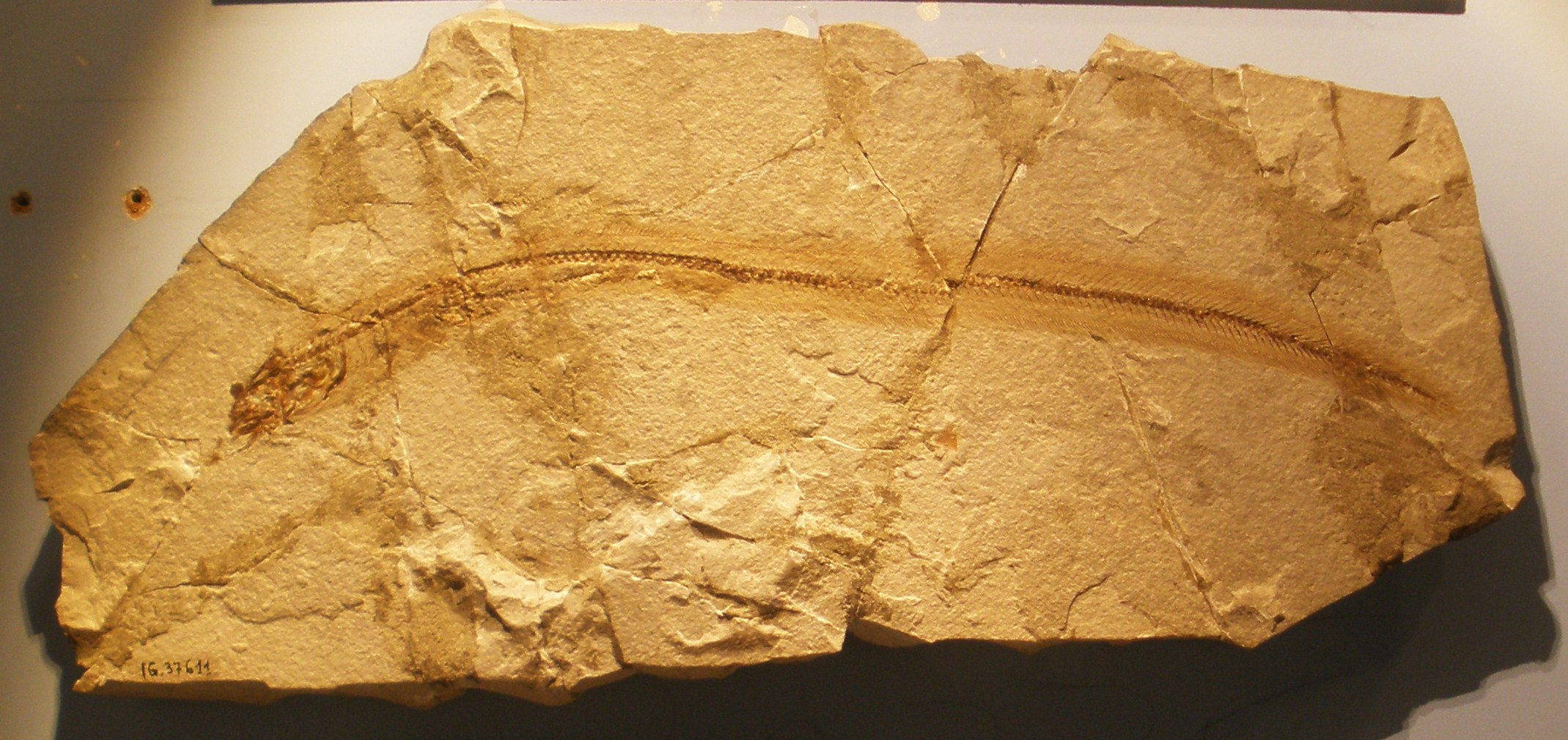
Fossile di Voltaconger latispinus

Voltaconger sembrerebbe essere stato un arcaico rappresentante dei congridi, una famiglia di anguilliformi comprendente anche l’attuale grongo; un animale affine, Bolcyrus, è stato rinvenuto anch’esso nel giacimento di Bolca.

## Paleoecologia
Voltaconger doveva essere un predatore che viveva tra gli anfratti delle lagune eoceniche, cibandosi di piccoli animali.